# マタン・ヴィルナイ

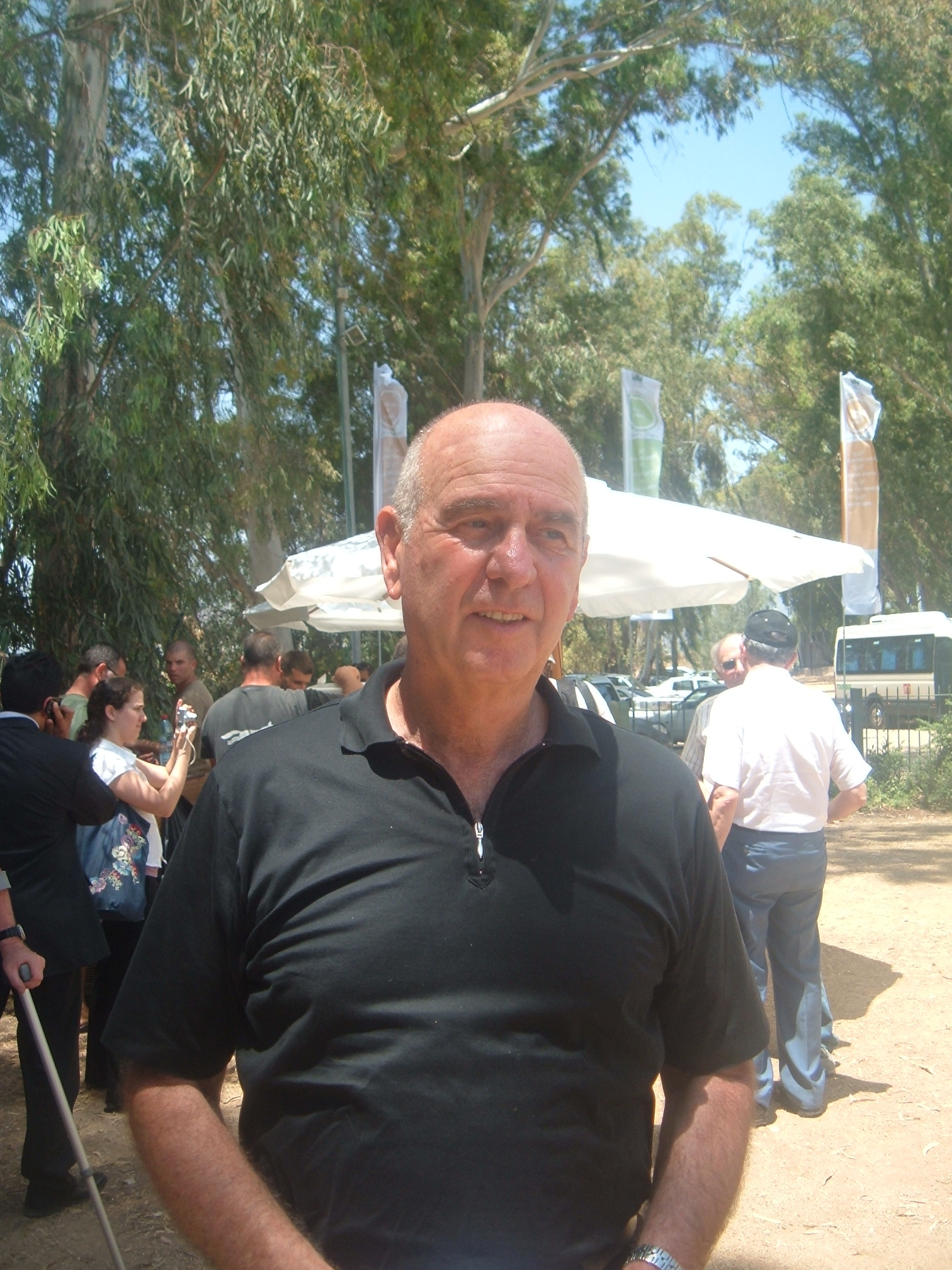
マタン・ヴィルナイ

マタン・ヴィルナイ（מתן וילנאי, Matan Vilnai, 1944年5月20日 - ）は、イスラエルの軍人（予備役少将）・政治家・外交官。元科学文化大臣・民間防衛大臣、駐中国大使。
クネセト（国会）当選4回。
マタン・ビルナイ、マタン・ヴェルナイとも表記する。男性。

## 経歴
1944年5月20日、エルサレムに生まれた。父親は教授だった。
1966年、イスラエル国防軍に入隊。1989年、南方軍司令官となり、第1次インティファーダを迎えた。1993年のオスロ合意の際は、ガザ地区での軍の再編などを指揮した。1994年、副参謀総長となるが、1998年にシャウル・モファズとの参謀総長レースに敗れ、退役。
1999年、政界に転じて労働党公認でクネセト総選挙に立候補し、初当選。バラク政権の科学文化大臣として入閣した。2003年の総選挙でも再選されるが、リクードのシャロン政権になったため閣外に去った。2005年、労働党が連立政権に加わると、首相府官邸の大臣となり、8月に再び科学文化大臣に横滑りした（正式な任命は11月で、それまでは代理）。11月の労働党議長（代表）選に出馬の構えを見せたが、党運営への関与を条件に、現職のペレス支持に回った。ペレスはペレツに敗れ、離党したが、ヴィルナイは労働党に留まった。2006年の総選挙でも3選。オルメルト政権では、2007年に国防副大臣になった。
2008年2月29日、ヴィルナイはハマースなどパレスチナの武装勢力の攻撃に対して、「カッサムロケット弾がさらに撃ち込まれ、遠くまで着弾するようになれば、パレスチナ人はわが身のうえに大規模なהשואה（shoah、ショアー、ナチスによるユダヤ人大虐殺を意味する）を引きよせることになるだろう。というのは、我々は防衛のために全力を使うからだ。」と述べ、攻撃を止めないならば、パレスチナ人を大虐殺すると脅した。この発言にイタン・ギンツブルグ国防副大臣などは、「ショアーは災害を表す普通名詞で、ジェノサイド(大量虐殺)を意味しない」と火消しした。ハマースは、この発言に「（やはりイスラエルは）新しいナチス」であったと反発した。
2008年12月27日からのガザ侵攻では、12月30日、イスラエル・ラジオによれば「軍は数週間の戦闘の準備ができている」と述べた。2009年1月1日、軍放送で「ハマースに強烈な打撃を与える作戦は始まったばかりだ」と述べ、攻撃を続ける見解を重ねて示した。2月10日投開票の総選挙でも4選した。
2011年1月17日、エフード・バラックによる労働党集団離党の動きに呼応し、新党「アツマウート（独立）」のメンバーとなる。1月19日、ネタニヤフ政権の民間防衛大臣として入閣した。民間防衛大臣は、ここで新たに作られた役職である。10月に来日し、10月24日、日本の平野達男内閣府防災担当大臣と会談した。10月25日には、日本記者クラブの共同記者会見に応じた。ヴィルナイは記者会見で、「我々は世界で唯一、今世紀になっても『生存』をかけて戦っている国だ」「次の戦争は時間の問題だと思っている」などと述べ、パレスチナ側を批判した。
2012年2月14日に議員辞職したが、民間防衛大臣の職には8月16日まで留まった。ヴィルナイは退任を前に『マアリヴ』の取材に対し、イラン侵攻を前提に「慌てる必要はない。イスラエル国内はこれまでに無く準備をしている」「（バラック国防相の見通しと同様に）イランはイスラエルの都市をミサイル攻撃し、犠牲者は500人に上るだろう」「日本国民が地震の可能性を認識しなければならないのと同様に、イスラエル国民はミサイル攻撃に備える必要がある」などと答えた。
民間防衛大臣退任後、中国大使となった。